# 롭 로이 (1995년 영화)
《롭 로이》(영어: Rob Roy)는 영국과 미국에서 제작된 마이클 케이턴존스 감독의 1995년 시대극 전기 드라마 영화이다. 리엄 니슨, 제시카 랭 등이 출연하였고, 피터 브론 등이 제작에 참여하였다.
팀 로스는 이 영화를 통해 1996년 제49회 영국 아카데미 영화상 남우 조연상을 수상하고 제68회 아카데미상 남우 조연상, 제53회 골든 글로브상 영화 부문 남우 조연상 등의 후보에 올랐다.

## 출연진
- 리엄 니슨
- 제시카 랭
- 존 허트
- 팀 로스
- 에릭 스톨츠
- 앤드루 키어
- 브라이언 콕스
- 브라이언 매카디
- 제이슨 플레밍
- 셜리 헨더슨

## 기타 제작진
- 공동 제작: 래리 더웨이
- 배역: 수지 피기스
- 미술: 애시턴 고턴
- 의상: 샌디 파월

## 같이 보기
- 스코트인 씨족